# Ikiel
Ikiel (rum. Ichel) – rzeka w Mołdawii, prawy dopływ Dniestru. Ma 101 kilometry długości, co czyni ją 8 najdłuższą rzeką w Mołdawii.
Roczny przepływ wody wynosi 20,5 mln m³, a średni wynosi 0,7 m³/s
Woda w rzece jest silnie zanieczyszczona, a brzegi są w wielu miejscach zaśmiecone odpadami z gospodarstw domowych. 
W pobliżu miejscowości Fauresti do rzeki wpada niewielki strumień pobliskiego otwartego źródła z wysokiej jakości wodą pitną.
Ujście rzeki znajduje się w pobliżu wsi Koszemitsa, gdzie praktycznie pod kątem prostym wpada do Dniestru.